# Team Canada (TNA)
Team Canada fue un stable heel de lucha libre profesional en Total Nonstop Action Wrestling, que estuvo activo entre 2004 y julio de 2006.

## Historia

### 2004 World X-Cup Tournament
En 2004, el promotor de lucha libre "Coach" Scott D'Amore reunió a varios canadienses para formar Team Canada en Total Nonstop Action Wrestling (TNA) para el America's X-Cup Tournament de 2004.
El equipo original estaba compuesto de Teddy Hart como capitán del equipo y Jack Evans, Johnny Devine y Petey Williams como sus compañeros de equipo. Cuando se anunció el World X-Cup, el equipo fue renovado para agregar poder a la velocidad y la agilidad de la encarnación anterior del equipo. Petey Williams sustituiría a Hart como capitán del equipo, Johnny Devine permanecería en el equipo, y Eric Young y Bobby Roode serían agregados al equipo. El equipo llegó a la final, pero perdió ante Team USA (Jerry Lynn, Chris Sabin, Christopher Daniels y Elix Skipper).

### Competición regular
Tras el World X-Cup Tournament de 2004, Team Canada se convirtió en el único equipo que permaneció unido en TNA después del torneo y pasó a ganar los campeonatos en parejas dos veces. El capitán Petey Williams ganó también el Campeonato de la División X de la TNA. Todos utilizaron la misma música de entrada (una versión acústica de O Canada, comenzado con un riff de la primera línea en guitarra eléctrica) y solían llevar una bandera canadiense con ellos, atada a un palo de hockey.
Team Canada fueron los anfitriones de la versión canadiense de la página web de TNA, y las camisetas de Team Canada tenían el logotipo de TNA en la parte delantera con la "A" cubierta con una hoja de arce con "Eh!" en ella.
En marzo de 2005, Team Canada añadió a Alastair "A-1" Ralphs para reemplazar al lesionado Johnny Devine. A-1 fue utilizado como enforcer por el grupo y fue bautizado como "The Muscle Man".

### Planet Jarrett
En septiembre de 2005, Team Canada se alió con Planet Jarrett cuando Scott D'Amore utilizó una lucha en su promoción de lucha libre Border City Wrestling para ayudar a Jeff Jarrett a recuperar el Campeonato Mundial Peso Pesado de la NWA el 15 de septiembre. La trama fue expuesta en el episodio de 1 de octubre de TNA Impact! La alineación de Team Canada se solidificó cuando aparecieron vestidos de negro y con palos de hockey negros en el "funeral" de Planet Jarrett para las carreras de Team 3D en el episodio del 15 de octubre de Impact!
El 13 de noviembre en Genesis, cuando Christian Cage debutó en TNA, Scott D'Amore le ofreció una camiseta de Team Canada para significar su membresía en el stable. Al final de la noche, cuando Team Canada atacó a Team 3D con Jeff Jarrett, Cage salió al ring. Bajo el abrigo que llevaba, él reveló para deleite de D'Amore que llevaba la camiseta de Team Canada y abrazó a D'Amore. Luego le dio a D'Amore un Unprettier, haciendo clara su elección de no querer unirse a Team Canada o Planet Jarrett.
Ellos tuvieron una rivalidad con 3Live Kru a lo largo de 2005. Lucharon contra 3LK (posteriormente denominado 4Live Kru después de la inducción de Kip James) por última vez en Turning Point el 11 de diciembre, donde Konnan se separó del grupo y atacó a Kip James con una silla, permitiéndole a Team Canada ganar.
Tras la disolución de 3LK, Team Canada se embarcó en una larga rivalidad contra Team 3D, la cual los vio vencer a Team 3D en un Six Sides of Steel match y colocando banderas canadienses sobre sus rostros. Team Canada también ayudó a America's Most Wanted en numerosas ocasiones, un giro irónico, teniendo en cuenta sus historias. Team Canada fue derrotado por Team 3D en Lockdown en un Six Sides of Steel Anthem match en donde se izaría la bandera de los Estados Unidos o de Canadá junto con el himno nacional del país del equipo ganador.

### 2006 World X-Cup Tournament
Team Canada tomó parte en el World X-Cup Tournament de 2006. Bobby Roode y A-1 se pusieron a un lado al no ser atletas de la División X, dejando a Petey Williams, Eric Young, Johnny Devine (quien acababa de regresar) y el debut de Tyson Dux como el escuadrón de Team Canada para la X-Cup.
A pesar del éxito inicial en exhibiciones a expensas de la falta de comunicación por parte de Team USA, Team Canada perdió tanto su primera ronda como su segunda ronda de luchas, quedando atrasados tempranamente. En la primera ronda, fueron derrotados por los miembros de Team USA Alex Shelley y Sonjay Dutt, luego en la segunda ronda, Petey Williams perdió ante el capitán de Team Japan Jushin Liger.
Team Canada dio vuelta sus fortunas en Sacrifice en el "Global Turmoil" del evento principal, en el cual Petey Williams obtuvo una victoria sobre Puma en la final para empatar a Team USA para la máxima puntuación en el World X-Cup. Tras Sacrifice, los capitanes de ambos equipos Petey Willians y Chris Sabin se enfrentaron en TNA Impact!, donde Team USA ganó por segunda vez en la historia del torneo.
Después de la World X-Cup, Johnny Devine dejó de aparecer, regresando la lista de miembros a Williams, Roode, Young y A-1 (como era antes del torneo).

### Disolución
En el episodio del 29 de junio de Impact!, Jim Cornette anunció que Team Canada debía disolverse. Más tarde les permitió un combate en parejas de 8 hombres en la edición del 13 de julio contra Rhino, Team 3D, y Jay Lethal con la estipulación de que la orden de disolución sería nula y sin valor si Team Canada ganaba; Jay Lethal cubrió a A-1, finalizando el período de Team Canada como grupo en la TNA.
En Victory Road, D'Amore traería a los 4 miembros de Team Canada juntos por última vez para decirle adiós a cada miembro, empezando con Roode, diciéndole que sería un futuro campeón mundial, a Williams diciéndole que se destacaría en la División X, a A-1 diciéndole que era un luchador muy poderoso y finalmente culpando a Young diciéndole que era su culpa que ellos se disolvieran.

### Reunión
Los miembros de Team Canada Petey Williams y Eric Young se reunieron por una sola noche en la edición del 10 de febrero de 2009 de Impact! (emitida el 19 de febrero) usando la música de entrada de Team Canada y vistiendo chaquetas de Team Canada. En varias ocasiones durante la lucha los locutores Mike Tenay y Don West se refirieron a la pareja como "el reunido Team Canada." La pareja recién reunificada desafió por el Campeonato Mundial en Parejas de la TNA a Beer Money, Inc. en una lucha con una estipulación de que si los retadores perdían, el hombre que fuese cubierto o hecho rendir dejaría TNA para siempre. Fue esta estipulación la que finalmente terminó la reunión cuando Robert Roode (irónicamente un exmiembro de Team Canada) cubrió a Petey Williams para retener los títulos y lo obligó a abandonar TNA.

## Miembros
- A-1 (2005–2006)
- Scott D'Amore (2004–2006)
- Johnny Devine (2004–2006)
- Tyson Dux (2006)
- Jack Evans (2004)
- Teddy Hart (2004)
- Bobby Roode (2004–2006)
- Petey Williams (2004–2006)
- Eric Young (2004–2006)

## Campeonatos y logros
- Total Nonstop Action Wrestling

- TNA X Division Championship (1 vez) - Petey Williams
- NWA World Tag Team Championship (2 veces) - Bobby Roode & Eric Young